# Plaudren
Plaudren (bretonisch: Plaodren) ist eine französische Gemeinde mit 1.970 Einwohnern (Stand 1. Januar 2022) im Département Morbihan in der Region Bretagne.

## Geographie
Plaudren liegt im Zentrum des Départements Morbihan.
Nachbargemeinden sind Plumelec im Nordosten, Trédion im Osten, Elven im Südosten, Monterblanc im Süden, Locqueltas im Westen sowie Saint-Jean-Brévelay im Nordwesten.
Der Ort liegt abseits von Straßen für den überregionalen Verkehr. Die wichtigsten Straßenverbindungen in der Nähe sind die D 767 im Westen, die RN 24 im Norden und die RN 166 im Südosten.
Die bedeutendsten Gewässer sind die Flüsse Arz, Claie und Loc’h, sowie die Bäche Kergolher, Luhan und Rodulboden. Entlang dieser Wasserläufe verläuft teilweise die Gemeindegrenze.

## Bevölkerungsentwicklung
| Jahr                       | 1962 | 1968 | 1975 | 1982 | 1990 | 1999 | 2006 | 2012 | 2019 |
| Einwohner                  | 1428 | 1315 | 1275 | 1423 | 1440 | 1448 | 1622 | 1685 | 1953 |
| Quellen: Cassini und INSEE |      |      |      |      |      |      |      |      |      |

## Sehenswürdigkeiten
- Kirche Saint-Bily (neoromanisch) von 1896, mit Kalvarienberg aus dem 16. und 17. Jahrhundert
- Château du Nédo, Schloss aus dem 18. Jahrhundert
- Herrenhäuser in Kergohler (15. und 16. Jahrhundert), Kerscouble (Kerscoup; 15. Jahrhundert), Kervasy (Kervazy; 15. und 16. Jahrhundert), L’Hôpital (aus dem Mittelalter) und Penvern (15. Jahrhundert)
- Kapelle Saint-Bily im gleichnamigen Weiler
- Kapelle in Kergohler aus dem Jahr 1687
- Kapelle in Chaupas aus dem 19. Jahrhundert
- Kalvarienberg von Le Hayo aus dem Jahr 1890
- Ehemaliges Pfarrhaus in der route du Croiseau
- Alte Häuser aus dem frühen 17. Jahrhundert in Le Nabo
- Wassermühlen in Clidan, Kervessac, Morio und Nédo
- Windmühlen in L’Hermitage und Morboulo
- Überreste aus vorchristlicher und römischer Zeit (Menhir von La Croix-Peinte, Dolmen von Men-Gouarec, Allée couverte von Menguen-Lanvaux und das Römerlager von Kerfloch)
- Menhir Quenouille de Gargantua im Wald bei La Croix Peinte nahe der Straße D126 nördlich von Plaudren

Quelle:

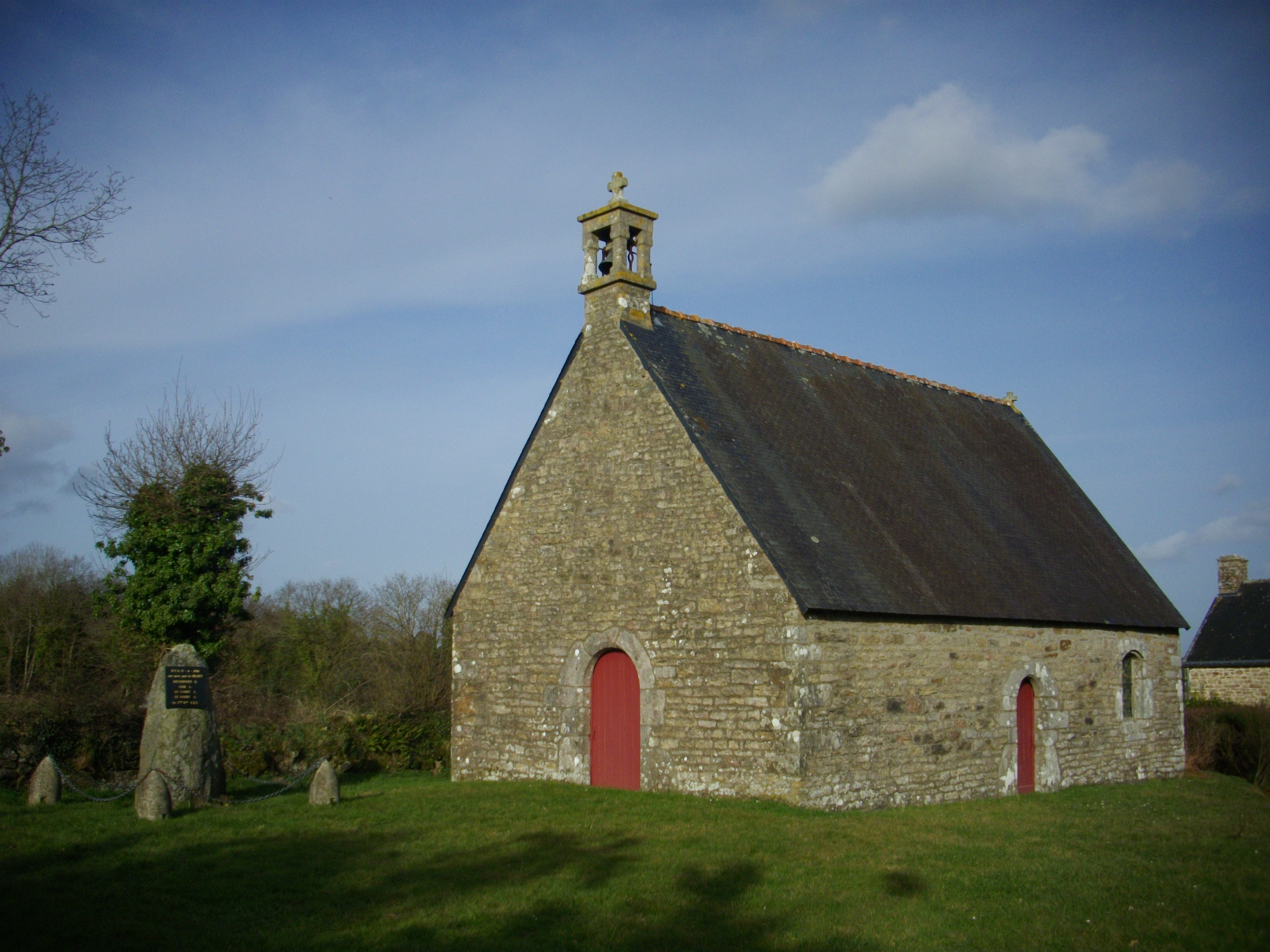
Kapelle Saint-Bily
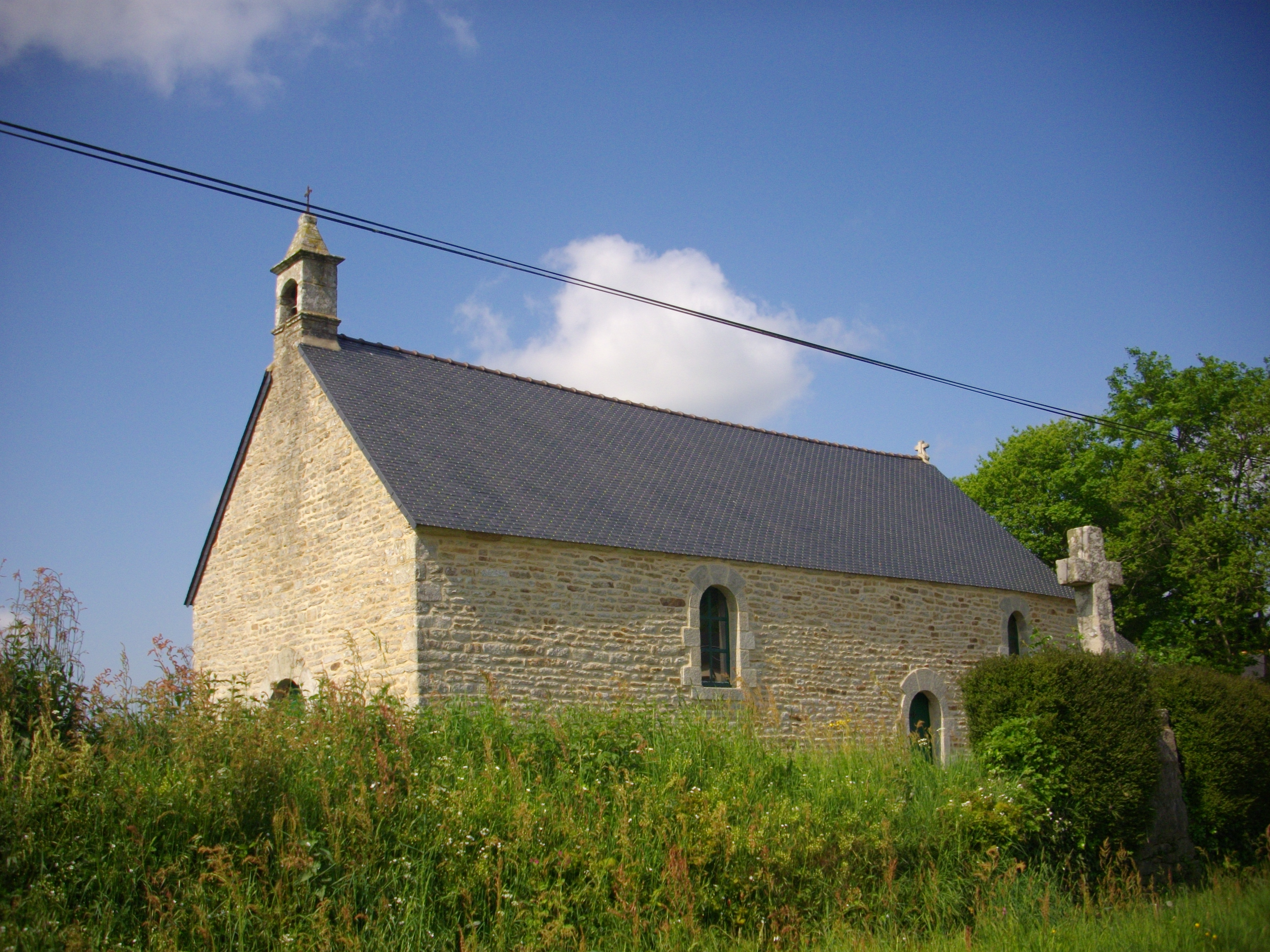
Kapelle Madeleine
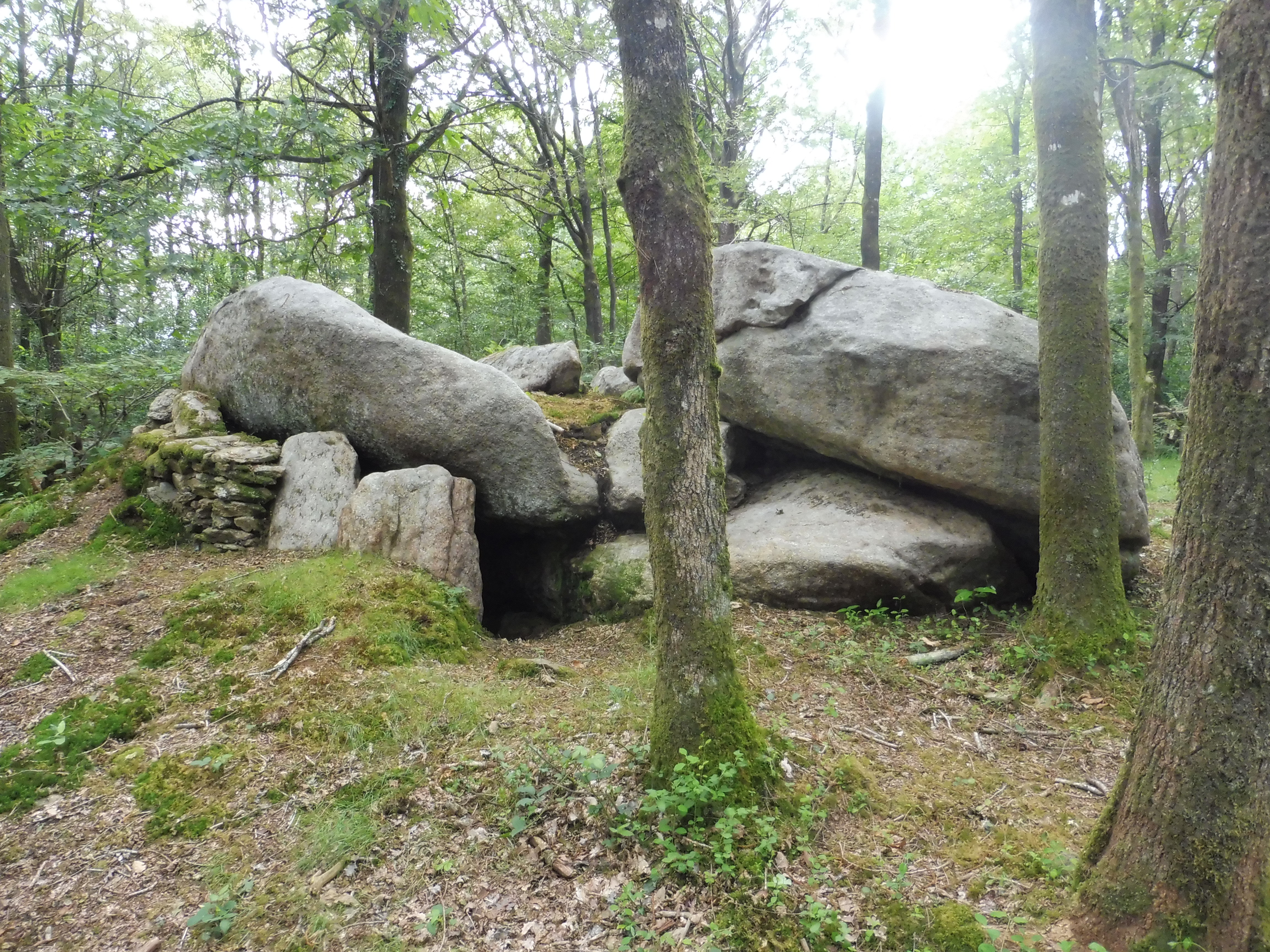
Allée couverte von Menguen-Lanvaux
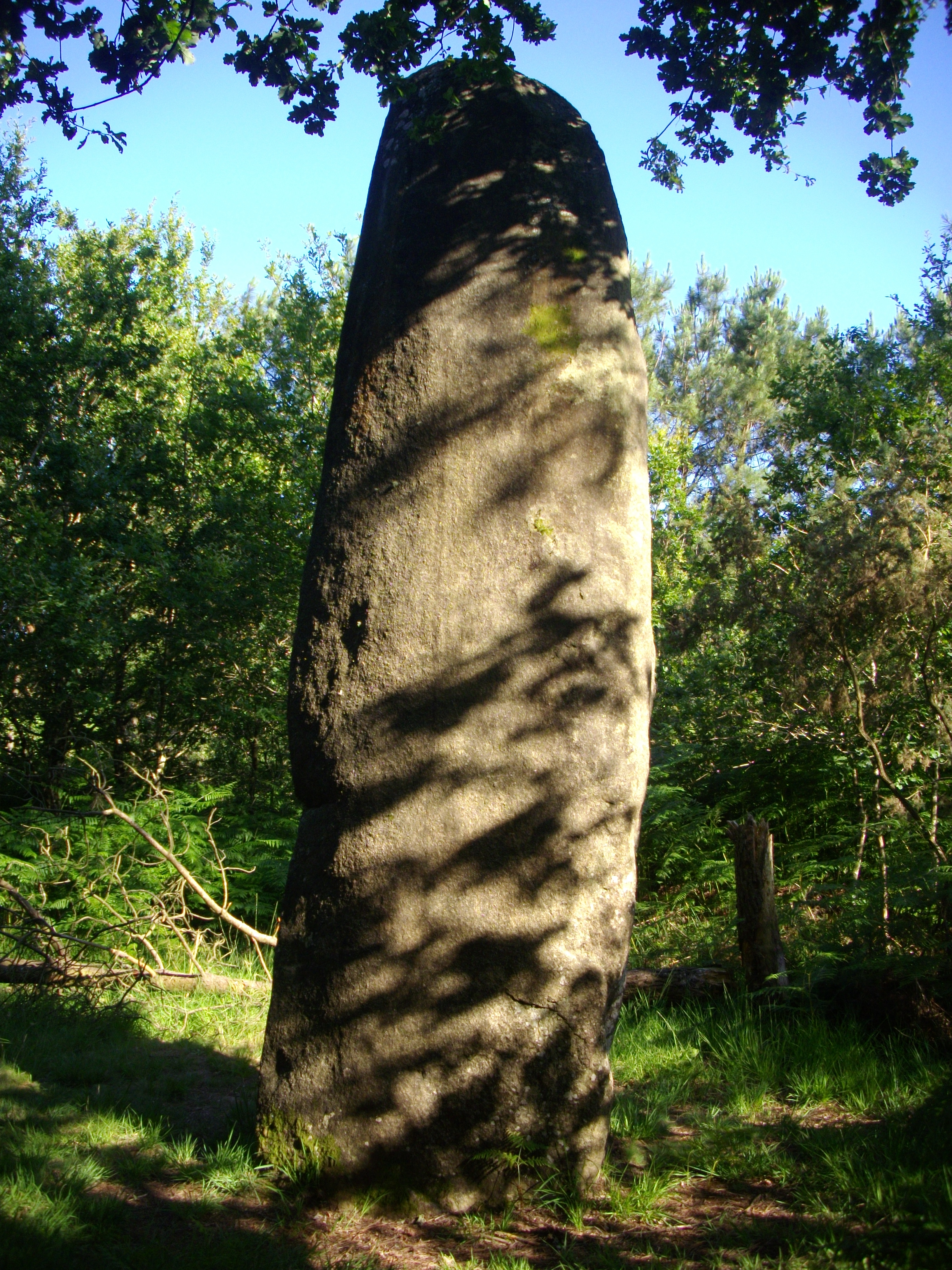
Menhir Quenouille de Gargantua
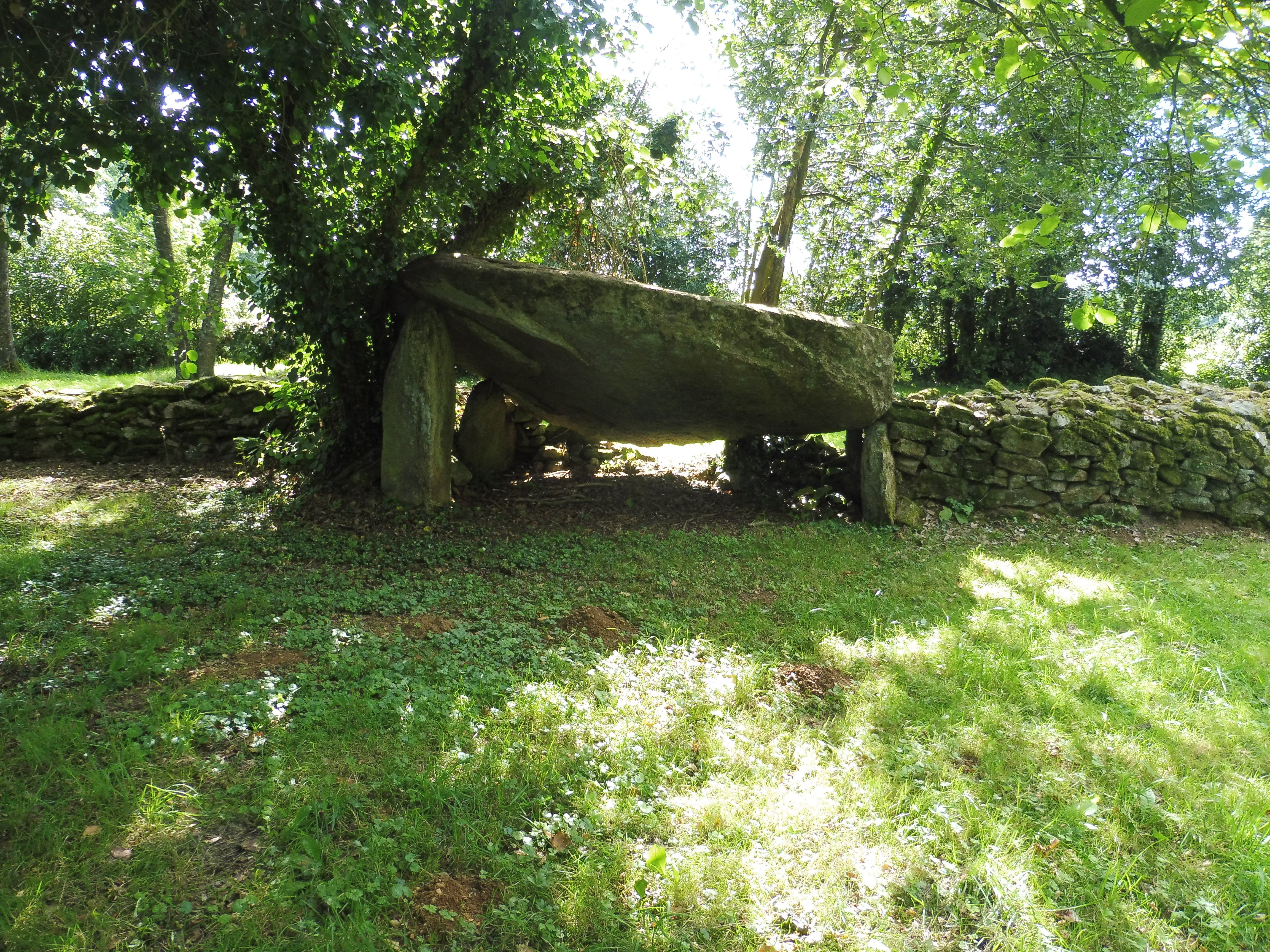
Dolmen de la Grée